# Хіросімська меморіальна церемонія миру
Хіросімська меморіальна церемонія миру (яп. 広島平和記念式典) — щорічна японська традиція, присвячена трагічним подіям початку атомного бомбардування японськіх міст Сполученими Штатами.
Кожні 6 серпня, «День падіння бомб» (англ. A-Bomb Day), місто Хіросіма проводить Меморіальну церемонію миру, щоб згадати і вшанувати пам'ять жертв ядерної зброї і молитися за встановлення міцного миру в усьому світі. Церемонія проводиться перед Меморіалом Ценотаф у Меморіальному парку миру. У числі учасників беруть участь сім'ї загиблих і люди з усього світу.

## Зміст церемонії

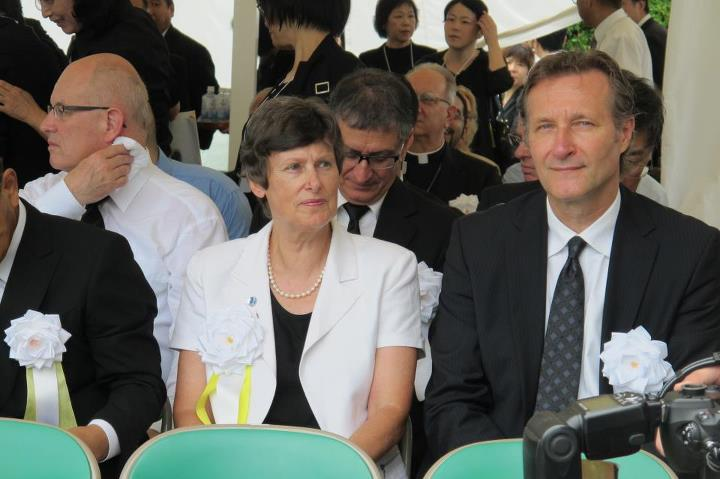
Анджела Кейн і Тібор Той на Хіросімській меморіальній церемонії миру.

- Водне посвячення (громадянином-представником Хіросіми)
- Відкриття
- Посвячення реєстру імен загиблих жертв від атомної бомби
- Промова
- Посвячення квітів
- Молитва та Дзвін миру (протягом однієї хвилини з 8:15)
  - Подзвін по одному представнику від сімей загиблих і по одному представнику від дітей
- Декларація миру (мер Хіросіми)
- Випуск голубів
- Прихильність справі миру (дитячі представники)
- Промова (прем'єр-міністр Японії та інші відвідувачі)
- Пісня Миру Хіросіми
- Закриття